# 211-es főút (Magyarország)
A 211-es főút Salgótarján belterületén haladó három számjegyű másodrendű főút. „Kialakítására” a HU-GO elektronikus útdíjrendszer bevezetésekor került sor.

## Története
A huszadik század utolsó évtizedeire Salgótarján városát is elérték a fokozatosan növekvő gépjárműforgalom kedvezőtlen hatásai, amik miatt szükségessé vált egy új közlekedési útvonal kiépítése. Tényleges elkerülő utat a város környékének domborzati viszonyai miatt csak költségesen, és sok földmunkával járó építkezéssel lehetne kiépíteni, így végül csak egy úgynevezett tehermentesítő út épült ki. A több szakaszban elkészült új főút első szakaszát 1976-ban adták át, Zagyvapálfalva északi végétől (itt a 21-es úthoz csatlakozva) a belváros déli végéig (a Bem útig, a Karancsalja-Litke felé vezető mellékúthoz kapcsolva).
A második, a belvárost ténylegesen elkerülő szakaszt 1989-ben adták át. A 21-es úton fokozatosan növekvő kamionforgalom keltette rezgések és zajterhelés továbbra is problémát jelentett a belváros északi vége és a város északi határa közötti szakaszon lakóknak. Először a 2000-es évek elején került szóba a Beszterce-lakótelep és a Belváros északi vége között, a helyiek által csak "új 21-nek" nevezett út kiépítése, de ez végül pénzhiány miatt nem valósult meg. A fejlemények 2005 környékén változtak meg, ekkor határozott úgy a város, hogy Európai Uniós források bevonásával megépítik a tehermentesítő út hiányzó északi szakaszát. Átadására egy hosszabb csúszás után, 2008-ban került sor. A teljes hosszában elkészült főút a 210-es számot kapta.

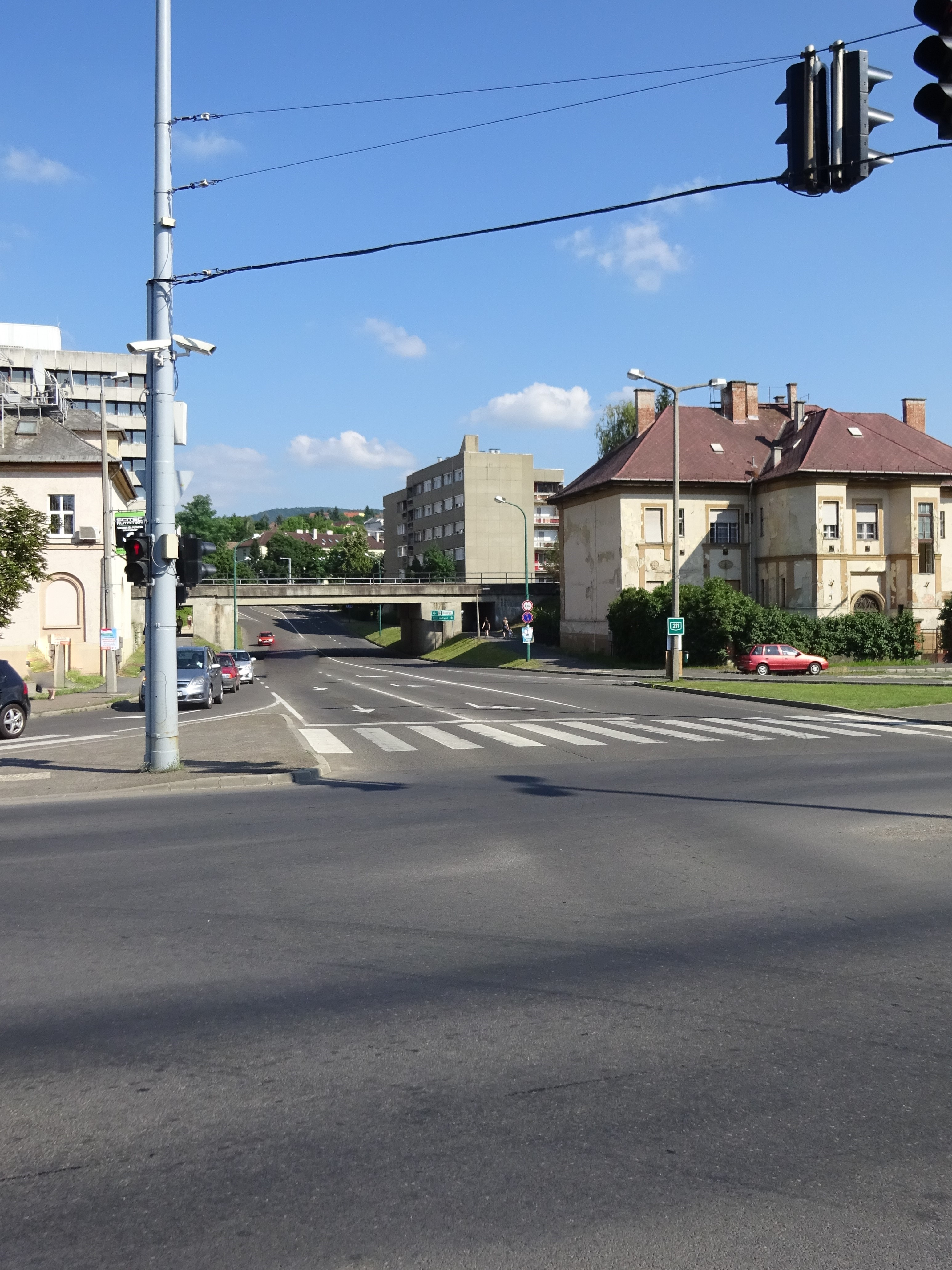
211-es főút: A Bem út kelet fele

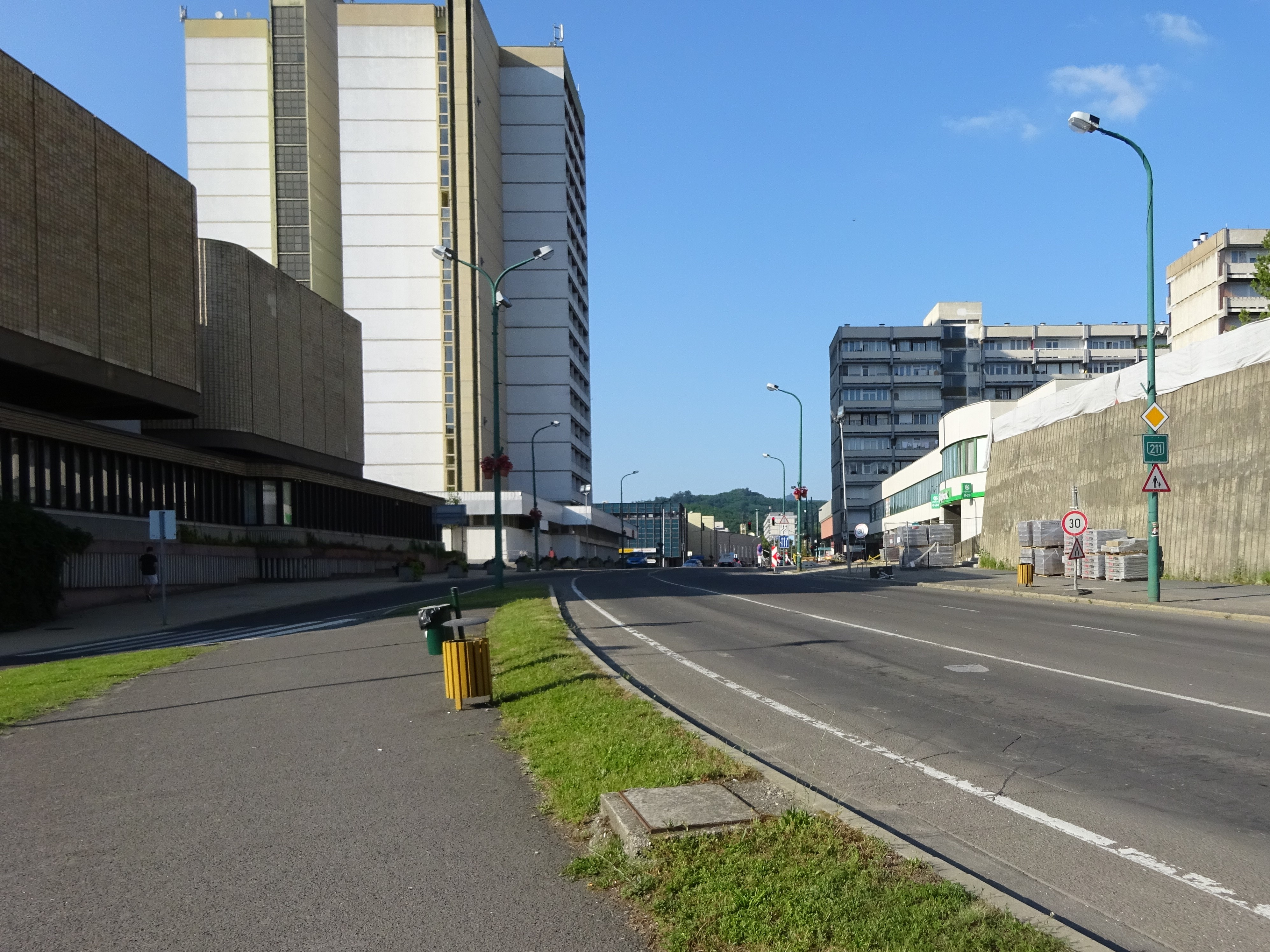
211-es főút: A Rákóczi út észak fele

A számozás módosítására 2013-ban, a HU-GO nevű elektronikus útdíjrendszer bevezetése miatt került sor. A 210-es tehermentesítő út a 21-es főút része lett, míg a régi 21-es utat két szakaszra különítették el. A tehermentesítő út litkei kereszteződése és a 21-es út Beszterce-lakótelepi körforgalma közötti szakasza kapta a 211-es számot, míg a 211-es út és a 21-es út zagyvapálfalvai vége közötti rész 2307-es számozással mellékút lett.

## Nyomvonala
Az út számozása a 21-es főút 57+400-as kilométerszelvénye táján kezdődik egy lámpás kereszteződésben ott, ahol a 2206-os mellékút betorkollik északnyugati irányból, Litke felől. Kezdetben délkeletnek halad, Bem József utca néven; röviddel a kezdete után elhalad a Hatvan–Somoskőújfalu-vasútvonal felüljárója alatt, majd a Kisboldogasszony-templomnál északkelet felé fordul Rákóczi út néven, itt torkollik bele a délnyugat felől a városi főút másik szakasza, amely a 2307-es számot viseli. E csomópontban (majd még két további kereszteződésben is) ugyancsak jelzőlámpás forgalombiztosítás van, de a Budapest felé tartó forgalom számára egy, a lámpát elkerülő átkötő szakasz is létesült.
Nagyjából 1 kilométer után keresztezi az Acélgyár felé vezető iparvágányt, majd egy körforgalomhoz érkezik. Itt a 21 601-es számozású, bő 400 méteres hosszúságú, a vágányokat felüljárón keresztező átkötő út kapcsolja össze a 21-essel, illetve ebben a körforgalomban ágazik ki a 2303-as számú mellékút Mátraszele-Mátraterenye felé. A 211-es neve innentől Füleki út, majd a Beszterce-lakótelepnél egy újabb körforgalomban torkollik vissza a 21-es útba (nem sokkal annak 60. kilométere után), mintegy 3,3 kilométer megtétele után. A Füleki út nevet innentől a 21-es főút viszi tovább Salgótarján városhatáráig.